# Abbaye de Scone
 (février 2016).
L’abbaye de Scone (à l'origine prieuré de Scone, parfois palais des abbés) était la résidence de chanoines augustins située au village de Scone dans le Comté de Perth en Écosse. D'architecture romane avec une tour centrale surmontée d'une flèche, ses bâtiments ont maintenant disparu et seul le moderne Palais de Scone peut être vu.

## Histoire
La date de fondation est incertaine, mais le prieuré même a été établi entre 1114 et 1122 sous le règne d'Alexandre Ier par six chanoines du Prieuré de Nostell (Yorkshire de l'Ouest) conduits par Robert de Scone, premier prieur de Scone puis évêque de Saint Andrews. On a longtemps considéré que la charte de fondation, datée de 1120, était un faux, mais l'on pense maintenant qu'il s'agirait d'une copie du XIIe siècle, en raison d'un feu au prieuré avant 1163.
En 1163 ou 1164, durant le règne de Malcolm IV d'Écosse (Máel Coluim IV), le prieuré fut élevé au rang d'abbaye. Celle-ci avait d'importantes fonctions en raison de son rôle dans le couronnement des rois d'Écosse. L'abbaye abritait en effet la pierre du Destin (dite aussi pierre de Scone) sur laquelle le couronnement s'effectuait, jusqu'à ce qu'Édouard Ier d'Angleterre l'amène à l'Abbaye de Westminster en 1296 ; restituée en 1996 elle se trouve maintenant au Château d'Édimbourg.
Selon Malcolm IV, l'abbaye était in principali sede regni nostri (« le principal siège de notre royaume »), et en tant que tel était une des résidences principales des rois d'Écosse. En effet, l'abbaye était l'hôte du roi pendant qu'il y résidait, même si elle n'était pas pourvue d'un palais. Entre 1284 et 1402, l'abbaye hébergea souvent le Parlement d'Écosse. Il est probable que les bâtiments de l'abbaye (maintenant disparus) avaient des parties communes avec le palais de Scone.
Les Guerres d'indépendance de l'Écosse détruisirent une partie des ouvrages, et le statut de l'abbaye déclina avec le temps jusqu'à la réforme écossaise : non seulement les abbayes d'Écosse perdirent leur rôle d'institutions religieuses, mais en 1559 l'abbaye de Scone fut saccagée par une foule venue de Dundee. L'abbaye prit un rôle plus laïque en tant que seigneurie, tout d'abord pour le Comte de Gowrie, puis pour celui qui devint le premier Vicomte de Stormont (en). Bien que les bâtiments aient maintenant disparu, la propriété est à présent aux comtes de Mansfield (en).

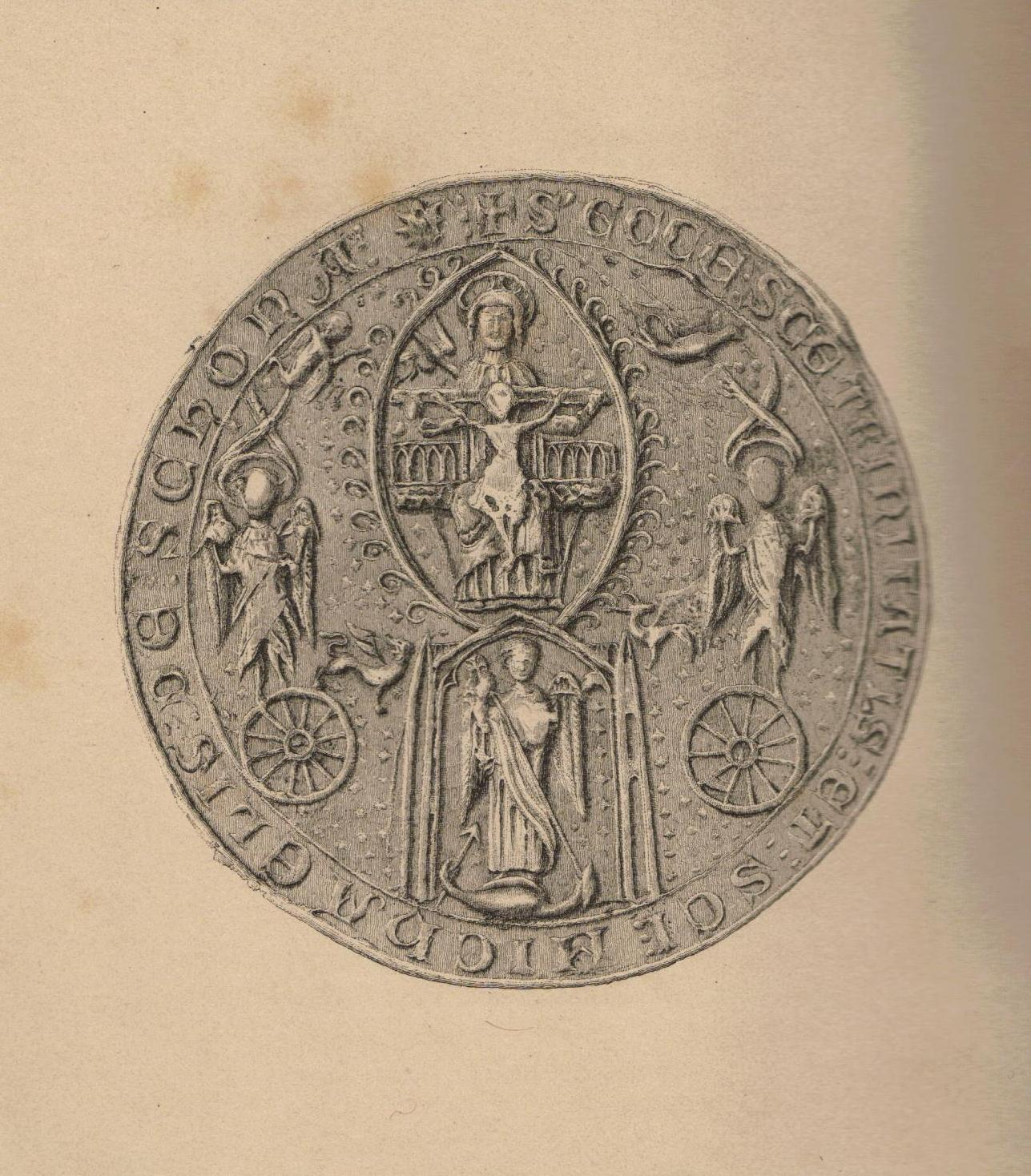
Autre sceau de l'abbaye.

## Patrimoine et culture
L'abbaye était un lieu de pèlerinage notable car elle possédait des reliques de Saint Fergus, missionnaire irlandais qui se rendit en Écosse pour l'évangéliser. Elle fut également réputée pour sa musique.